# Eichenberg (Hildburghausen)
Pour les articles homonymes, voir Eichenberg.
Eichenberg est une commune allemande de l'arrondissement de Hildburghausen, Land de Thuringe.

## Géographie
Eichenberg se trouve à l'orée de la forêt de Thuringe dans la vallée de la Werra.
|        | Suhl       |              |
| Grub   | Eichenberg | Sankt Kilian |
| Themar | Lengfeld   | Bischofrod   |

## Histoire
Eichenberg est mentionné pour la première fois en 1130.

## Source, notes et références
- (de) Cet article est partiellement ou en totalité issu de l’article de Wikipédia en allemand intitulé « Eichenberg (bei Suhl) » (voir la liste des auteurs).